# 达马尔坦莱唐普利耶
达马尔坦-莱唐普利耶（法語：Dammartin-les-Templiers，法語發音：[damaʁtɛ̃ le tɑ̃plije]）是法国杜省的一个市镇，位于该省中部，属于贝桑松区。

## 地理
达马尔坦-莱唐普利耶（47°17'27"N, 6°16'1"E）面积9.91 平方千米，位于法国勃艮第-弗朗什-孔泰大區杜省，该省份为法国东部内陆省份，北起上索恩省，西接汝拉省，东部及东南部与瑞士接壤，东北部与贝尔福地区省接壤。
与达马尔坦-莱唐普利耶接壤的市镇（或旧市镇、城区）包括：乌涅-杜沃、阿伊塞、格拉蒙当。
达马尔坦-莱唐普利耶的时区为UTC+01:00、UTC+02:00（夏令时）。

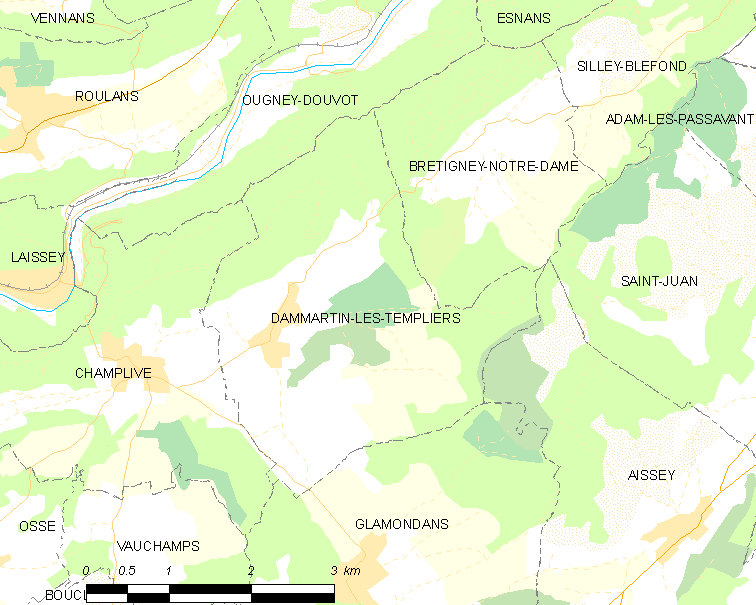
达马尔坦-莱唐普利耶的OSM定位图

## 行政
达马尔坦-莱唐普利耶的邮政编码为25110，INSEE市镇编码为25189。

## 政治
达马尔坦-莱唐普利耶所属的省级选区为博姆莱达姆县。

## 人口

1962-2008年间达马尔坦-莱唐普利耶人口变化图示

达马尔坦-莱唐普利耶于2022年1月1日时的人口数量为207人。